# Championnat d'Angleterre de rugby à XV 1987-1988
Navigation
Courage League 1988-1989
Le championnat d'Angleterre de rugby à XV 1987-1988, appelée Courage League 1987-1988 du nom de son sponsor, oppose les douze meilleures équipes anglaises de rugby à XV. Cette première édition de la compétition voit s'affronter toutes les équipes en matchs aller et retour. L'équipe première du classement final est sacrée championne. Les deux dernières sont reléguées en seconde division.
Les Leicester Tigers terminent en tête de la compétition et sont les premiers vainqueurs dans l'histoire de la compétition. Les clubs de Coventry et de Sale finissent la compétition aux deux dernières places et sont relégués en Courage Clubs Championship.

## Liste des équipes en compétition
La compétition oppose pour la saison 1987-1988 les douze meilleures équipes anglaises de rugby à XV :
| - Bath Rugby - Bristol Rugby - Coventry - Gloucester RFC | - Harlequins - Leicester Tigers - Moseley - Nottingham | - Orrell - Sale Sharks - Wasps - Waterloo |

## Classement de la phase régulière
| Rang | Club             | J  | V | N | D  | Pm  | Pe  | Diff | Pts |
| ---- | ---------------- | -- | - | - | -- | --- | --- | ---- | --- |
| 1    | Leicester Tigers | 10 | 9 | 0 | 1  | 225 | 133 | +92  | 37  |
| 2    | Wasps            | 11 | 8 | 1 | 2  | 218 | 136 | +82  | 36  |
| 3    | Harlequins       | 11 | 6 | 1 | 4  | 261 | 128 | +133 | 30  |
| 4    | Bath Rugby       | 11 | 6 | 1 | 4  | 197 | 156 | +41  | 30  |
| 5    | Gloucester RFC   | 10 | 6 | 1 | 3  | 206 | 121 | +85  | 29  |
| 6    | Orrell RUFC      | 11 | 5 | 1 | 5  | 192 | 153 | +39  | 27  |
| 7    | Moseley RFC      | 11 | 5 | 0 | 6  | 167 | 170 | -3   | 26  |
| 8    | Nottingham RFC   | 11 | 4 | 1 | 6  | 146 | 170 | -24  | 24  |
| 9    | Bristol Bears    | 10 | 4 | 1 | 5  | 171 | 145 | +26  | 23  |
| 10   | Waterloo RFC     | 10 | 4 | 0 | 6  | 123 | 208 | -85  | 22  |
| 11   | Coventry RFC     | 11 | 3 | 1 | 7  | 139 | 246 | -107 | 21  |
| 12   | Sale Sharks      | 11 | 0 | 0 | 11 | 95  | 374 | -279 | 11  |

|  | Champion d'Angleterre (no 1).                                                   |
|  | Relégués en Courage Clubs Championship pour la saison 1988-1989 (no 11, no 12). |

Attribution des points : victoire : 4, match nul : 2, défaite : 1.
Règles de classement: ??????

## Résultats des rencontres
L'équipe qui reçoit est indiquée dans la colonne de gauche.
| Clubs            | BAT   | BRI   | COV   | GLO   | HAR   | LEI   | MOS   | NOT   | ORR   | SAL   | WAS   | WAT   |
| ---------------- | ----- | ----- | ----- | ----- | ----- | ----- | ----- | ----- | ----- | ----- | ----- | ----- |
| Bath Rugby       |       | 15-9  |       |       | 21-9  |       | 14-0  |       | 23-18 |       |       | 10-17 |
| Bristol Rugby    |       |       |       | 16-21 |       |       | 21-10 |       |       | 37-3  | 12-12 |       |
| Coventry         | 9-9   | 25-3  |       |       | 12-15 |       |       | 15-20 | 11-24 | 24-19 |       | 15-10 |
| Gloucester RFC   | 9-16  |       | 39-3  |       |       |       | 18-12 | 17-9  |       | 61-7  | 13-24 |       |
| Harlequins       |       | 28-22 |       | 9-9   |       | 9-12  |       | 34-8  | 6-12  | 66-0  |       | 37-4  |
| Leicester Tigers | 24-13 | 15-10 | 32-16 |       |       |       |       |       |       | 42-15 | 12-9  | 39-15 |
| Moseley          |       |       | 26-3  |       | 11-32 | 3-21  |       |       | 28-10 |       | 19-12 | 27-3  |
| Nottingham       | 25-15 | 3-16  |       |       |       | 13-22 | 3-21  |       | 12-12 |       |       |       |
| Orrell           |       | 13-25 |       | 9-13  |       | 30-6  |       |       |       | 19-0  |       | 30-6  |
| Sale Sharks      | 17-46 |       |       |       |       |       | 15-19 | 0-17  |       |       | 6-14  |       |
| Wasps            | 19-15 |       | 49-6  |       | 17-16 |       |       | 17-9  | 23-15 |       |       |       |
| Waterloo         |       |       |       | 16-6  |       |       |       | 10-9  |       | 29-13 | 13-22 |       |

|  | Victoire à domicile |  | Match nul |  | Défaite à domicile |